# Phumzile Mlambo-Ngcuka
Phumzile Mlambo-Ngcuka (ur. 3 listopada 1955) – południowoafrykański polityk, wiceprezydent RPA w latach 2005–2008, pierwsza kobieta na tym stanowisku. Od 2013 roku dyrektor wykonawcza ONZ Kobiety.

## Wykształcenie
Uzyskała licencjat z nauk społecznych i edukacji na National University of Lesotho w 1980 roku, a także stopień magistra w filozofii na Uniwersytecie Kapsztadzkim w 2003 r., który dotyczył planowania edukacji i polityki.

## Działalność na rzecz młodzieży
Od 1981 do 1983 roku wykładała w KwaZulu-Natal, po czym przeniosła się do Genewy do pracy w organizacji Young Women's Christian Association (1984–1989). Jako jej dyrektor opowiadała się za tworzeniem miejsc pracy dla młodych ludzi w ONZ i wspierała edukację rozwojową w Afryce, Azji i Bliskiego Wschodu. Od 1990 do 1992 była dyrektorem World University Services, biorąc udział w zarządzaniu funduszami wpłat na rzecz organizacji rozwoju. W 1993 i 1994 r. założyła i zarządzała własną firmę doradztwa biznesowego.

## Działalność polityczna
Od 1994 roku Mlambo-Ngcuka była deputowaną do Zgromadzenia Narodowego. W latach 1996–1999 była wiceministrem w Ministerstwie Handlu i Przemysłu (DTI). Od 1997 r. była członkiem krajowego komitetu wykonawczego Afrykańskiego Kongresu Narodowego (ANC). Od czerwca 1999 do czerwca 2005 pełniła funkcję ministra w Ministerstwie Minerałów i Energii. Od lutego do kwietnia 2004 r. pełniła obowiązki ministra Sztuki, Kultury, Nauki i Technologii.

## Wiceprezydent
W dniu 22 czerwca 2005, prezydent Thabo Mbeki powołał ją na stanowisko wiceprezydenta Republiki Południowej Afryki po tym, jak zwolniony został ze stanowiska Jacob Zuma; pełniła ten urząd do września 2008.